# NGC 2272
NGC 2272 (również PGC 19466) – galaktyka eliptyczna (E/SB0), znajdująca się w gwiazdozbiorze Wielkiego Psa. Odkrył ją John Herschel 20 stycznia 1835 roku.
W galaktyce tej zaobserwowano supernową SN 2012hn.